# Czarnocin (jezioro)
Czarnocin (niem. Zaren See, Zarn See) – jezioro na Wzgórzach Bukowych, położone w Puszczy Bukowej, w województwie zachodniopomorskim, powiecie gryfińskim, w gminie Stare Czarnowo.
Powierzchnia akwenu wynosi 4,9 ha. Jezioro Czarnocin jest wydłużonym południkowo, bezodpływowym zbiornikiem wodnym. Leży w płytkim obniżeniu na południowo-wschodnim krańcu Polany Binowskiej, częściowo zarasta trzciną. Na brzegach punkty widokowe. Na wschodnim brzegu przysiółek Ustronie (Modrzewko).